# Chieti
Chieti (prononcé /ˈkjeti/) est une ville italienne d'environ 48 440 habitants, chef-lieu de la  province de même nom, dans la région Abruzzes en Italie méridionale.
Ville dont la fondation remonte à l’Antiquité, à une période antérieure à Rome, elle se trouve sur une colline assez proche de la mer Adriatique.

## Géographie
S’étendant sur une colline en forte pente, à 330 m au-dessus du niveau de la mer, elle en est éloignée de 15 km, entre la vallée du fleuve Aterno-Pescara et le torrent Alento. Un panorama permet de voir les massifs de la Maiella et du Gran Sasso ainsi que des collines agricoles, recouvertes de vignes et d’oliveraies.

### Hameaux
Les lieux-dits ou frazioni composant la commune sont : Bascelli, Brecciarola, Buonconsiglio-fontanella, Carabba, Cerratina, Colle dell'ara, Colle Marcone, Crocifisso, De Laurentis Vallelunga, Filippone, Fonte Cruciani, Iachini, La Torre, Madonna del Freddo, Madonna della Vittoria, San Salvatore, Santa Filomena, Selvaiezzi, Vacrone Cascini, Vacrone Colle San Paolo, Vacrone Villa Cisterna, Vallepara, Villa Obletter, et Villa Reale.

### Communes limitrophes
Chieti est environnée par les communes de Bucchianico, Casalincontrada, Cepagatti (PE), Francavilla al Mare, Manoppello (PE), Pescara (PE), Ripa Teatina, Rosciano (PE), San Giovanni Teatino et Torrevecchia Teatina.

## Histoire

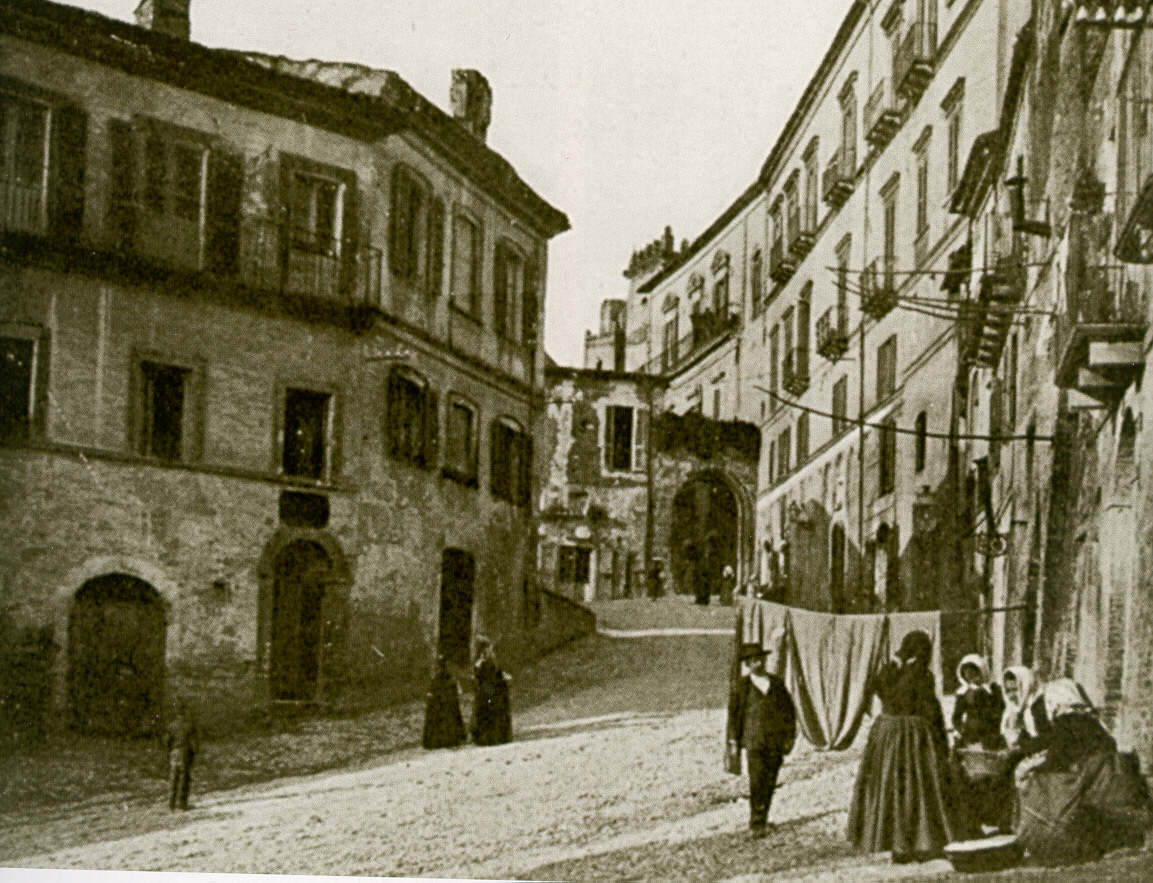
La porta Pescara en 1890.

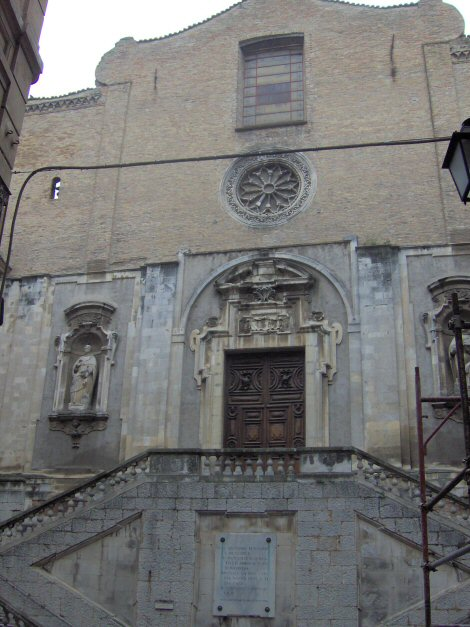
Église San Francesco al Corso.

- Θετις, Thètis, Teate Marrucinorum,

Selon la légende, Chieti serait parmi les plus anciennes villes d’Italie. Ses origines historiques se confondent en effet avec la mythologie : une légende raconte que le Chieti d’aujourd’hui fut fondé en 1181 av. J.-C., par le héros Achille, qui l’appela Teate en l’honneur de sa mère. Le héros homérique est représenté dans les armoiries de la municipalité sur un cheval grimpant, tenant une lance et un bouclier sur lequel est représentée une croix blanche sur champ rouge avec quatre clés, qui représentent les quatre portes d’entrée de la Chieti médiévale (Porta Sant'Anna, Porta Santa Maria, Porta Napoli et Porta Pescara).
Appelée durant l’Antiquité Teate, Chieti a été la capitale du peuple des Marrucins et elle resta fidèle à Rome contre Hannibal. Après la guerre sociale, elle fit définitivement partie de l’Empire romain et, devenue cité, acquit rapidement une grande prospérité économique (familles liées au commerce avec Rome comme les Vettii et les Orsinii). Un de ses habitants, Asinius Pollion, historien et lettré, devint un intime de l'empereur Auguste et un ami de Virgile — il lui est attribué l’ouverture de la première bibliothèque publique de l’histoire humaine. C’est à cette époque ancienne que remontent l’organisation urbaine de Teate — dont il reste le tracé des voies orthogonales ainsi que quelques ruines comme les temples du forum, assez bien conservés, et une citerne (thermes), ainsi qu’un théâtre et un amphithéâtre, récemment découverts.
Sa décadence date de la fin de l’Empire romain où, après avoir été presque entièrement détruite par les Goths, elle fut incluse par les Lombards dans le duché de Spolète, puis dans celui de Bénévent avant de devenir un comté sous les Normands avec le contrôle d’un territoire couvrant presque toute la région des Abruzzes. Elle retrouva un certain lustre sous les Anjou et plus encore sous la couronne d'Aragon qui en firent la capitale des Abruzzes et lui concédèrent la possibilité de frapper monnaie.
Au XVe siècle, Chieti voit surgir de nombreuses œuvres architecturales qui en renouvellent l’aspect, la tour de l’Archevêché, et la modernisation des principales églises fondées au siècle précédent : la cathédrale Saint-Justin, l'église Sainte-Marie de la Civitella, les églises Saint-François et Saint-Augustin. Mais c’est au XVIe siècle que la ville atteint sa physionomie actuelle en raison du pouvoir ecclésiastique, le développement des ordres religieux, un séminaire du Diocèse, l’arrivée des Jésuites et des clercs réguliers de la Mère de Dieu pour les écoles pies qui y créèrent des collèges, centres de culture. Le nom de la ville devint célèbre en raison de saint Gaétan de Thiene, cofondateur de l'Ordre des Théatins avec Gian Pietro Carafa, archevêque de Chieti, devenu le pape Paul IV. Il faudrait également citer saint Camille De Lellis, fondateur des Chierici Regolari degli infermi et le père Alessandro (Alessandro Valignano), un jésuite missionnaire en Chine, Inde et Japon. Son développement est également florissant au XVIIIe siècle grâce aux réformes de Charles III de Bourbon.
L’unité nationale permit le développement urbain, grâce à la gare ferroviaire du Scalo.

## Démographie
Habitants recensés

## Administration
| Période                                  | Période      | Identité          | Étiquette         | Qualité |
| ---------------------------------------- | ------------ | ----------------- | ----------------- | ------- |
| 19 avril 2005                            | 29 mars 2010 | Francesco Ricci   | Centre gauche     |         |
| 29 mars 2010                             | En cours     | Umberto Di Premio | Fratelli d’Italia |         |
| Les données manquantes sont à compléter. |              |                   |                   |         |

### Jumelages
- Trente (Italie) depuis 2011

## Économie
Chieti est située dans une région agricole qui s'est développée sur les collines environnantes, puis à partir du premier tiers du XXe siècle avec une accélération de l'industrialisation de son économie, en particulier dans la zone de Chieti Scalo.

## Université
L’université de Chieti ou université Gabriele D'Annunzio (également abrégé en Ud’A) a été créée en 1965 comme libre université publique. Renommée en 1982, la G. d’Annunzio se déploie entre Chieti et la ville voisine de Pescara (distante de 15 km) avec d’autres sites pour les activités de recherche et de formation dans les provinces de ces deux villes (Lanciano, Torre de' Passeri, Torrevecchia Teatina, Vasto). Le siège légal est à Chieti (rectorat et direction générale). Le sceau de l'université représente, de façon stylisée, la tête de Minerve, placée sur un chapiteau simple sur lequel est écrit « Università degli Studi G. d’Annunzio ».

## Culture et patrimoine

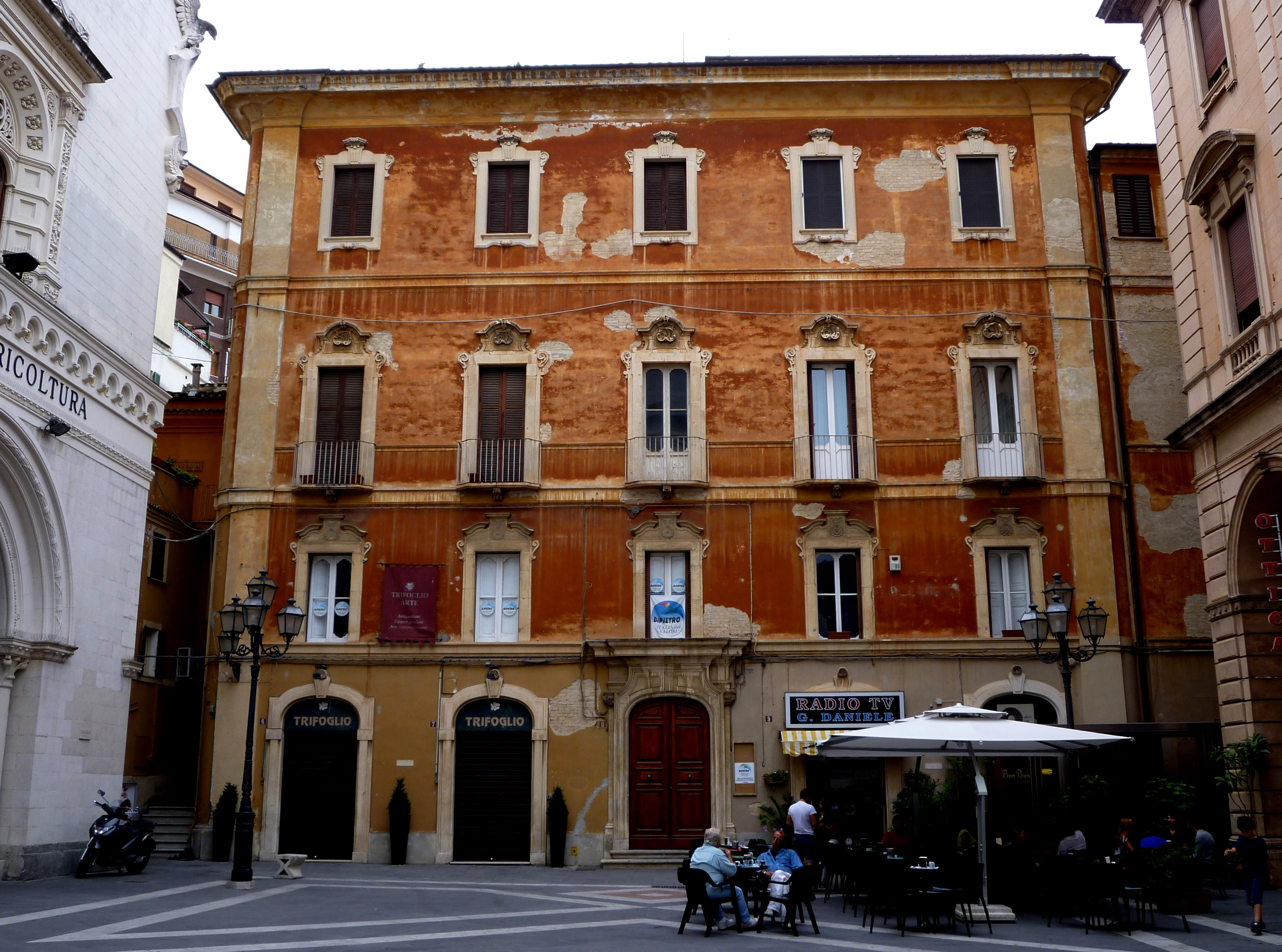
Le palazzo Fasoli.

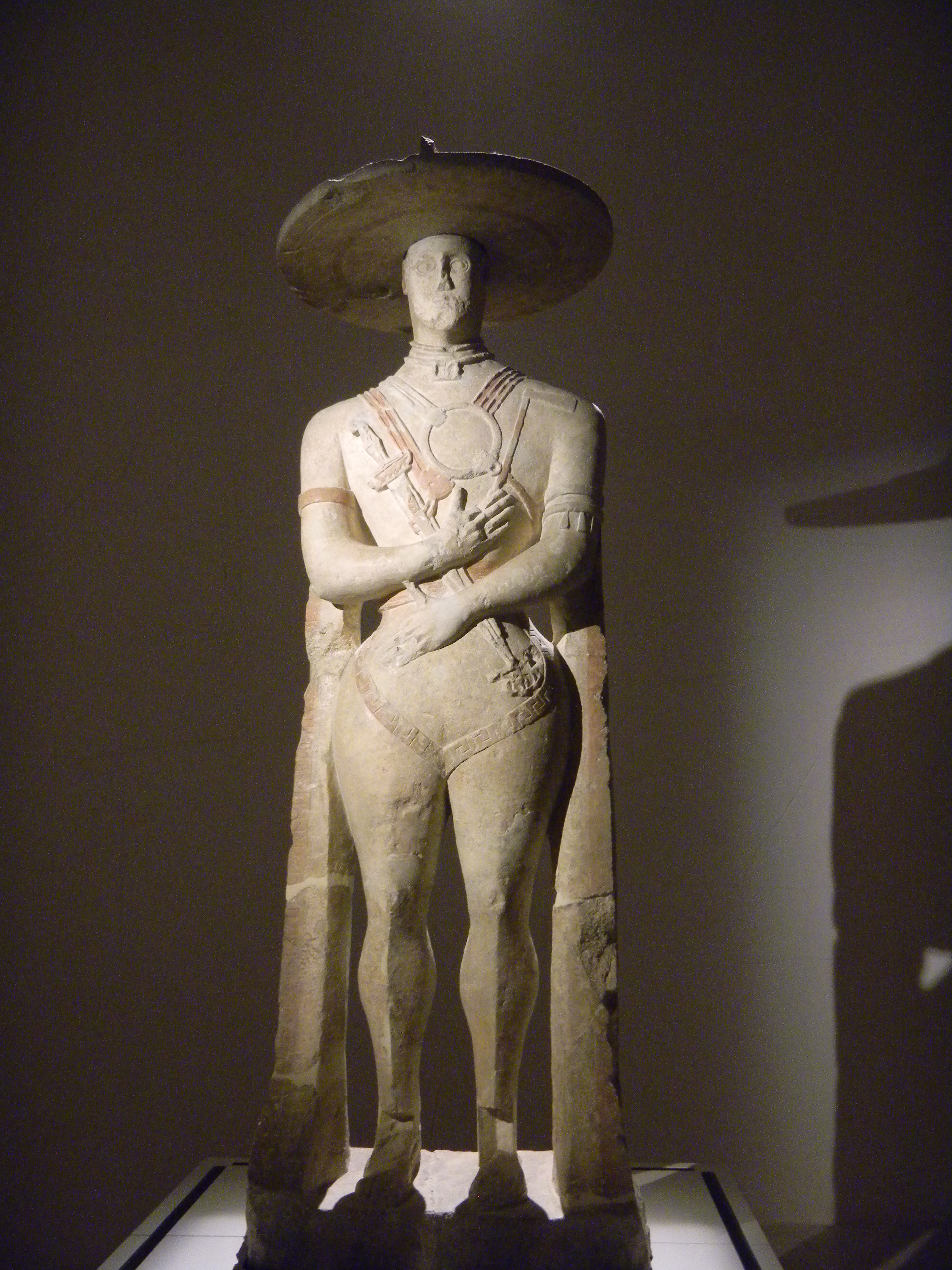
Guerrier de Capestrano, conservée dans le musée archéologique de la Villa Frigerj.

En sus des monuments classiques et du musée d'Art Costantino Barbella, Chieti revendique un patrimoine architectural médiéval parmi lequel émerge le campanile de la cathédrale Saint-Justin (1355) et sa crypte romano-gothique, l’ordre supérieur de saint François avec les rayons du XIVe siècle ainsi que les portails gothiques de l'église Santa-Maria della Civitella et de Saint-Antoine Abbé mais aussi les portails de Sainte-Agathe et de la porta Pescara, qui illustrent bien l’architecture ogivale des Anjou. Sont également remarquables les nombreuses statues en bois des XIVe et XVe siècles conservées dans le musée Capitulaire.

## Églises
- Cattedrale metropolitana di San Giustino
- Chiesa di Santa Maria della Civitella
- Chiesa di San Francesco al Corso
- Chiesa di Sant' Agostino
- Chiesa del Sacro Cuore
- Chiesa di Santa Chiara
- Chiesa di San Domenico
- Chiesa di San Pio X
- Chiesa della Madonna delle Piane
- Chiesa della Mater Domini
- Chiesa della Santissima Annunziata
- Chiesa di Sant' Antonio Abate
- Chiesa di Santa Agata

## Transports
Sa station ferroviaire, située en contrebas, s’appelle Chieti Scalo (escale).

## Personnalités liées à la commune
- Paul IV, archevêque de Chieti, cofondateur de l'Ordre des Théatins
- Alessandro Valignano, prêtre jésuite italien du XVIe siècle
- Carlo Toto, propriétaire d'Air One
- Luigia Tincani, pédagogue et religieuse, fondatrice d'ordre et d'université, vénérable.
- Fabio Grosso, footballeur professionnel italien né en 1977
- Marco Di Meco, flûtiste et compositeur de jazz né en 1982.